# Merlyn Rees
Pour les articles homonymes, voir Rees.
Merlyn Rees (18 décembre 1920 – 5 janvier 2006) est un homme politique britannique.
Élu député de Leeds sud au Parlement du Royaume-Uni sous les couleurs du Parti travailliste, il conserve son mandat jusqu'en 1983. Entre 1974 et 1976, il est le Secrétaire d'État pour l'Irlande du Nord du gouvernement d'Harold Wilson. Entre septembre 1976 et mai 1979, il est Secrétaire d'État à l'Intérieur du gouvernement de James Callaghan. En 1992, il entre à la Chambre des lords comme pair à vie sous le titre de baron Merlyn-Rees.